# Meleouz
Meleouz (en russe : Мелеуз), (en bachkir : Мәләүез, Mäläüez) est une ville de la république de Bachkirie, en Russie, et le centre administratif du raïon de Meleouz. Sa population s'élevait à 57 248 habitants en 2019.

## Géographie
Meleouz est située au point de confluence de la rivière Meleouz avec la Belaïa, un affluent de la rive gauche de la Kama. Elle se trouve à 24 km au nord de Koumertaou, à 45 km au sud de Salavat, à 70 km au sud de Sterlitamak, à 202 km au sud d'Oufa et à 1 233 km à l'est de Moscou.

## Histoire
Meleouz a été fondée dans la deuxième moitié du XVIIIe siècle, et a été depuis les années 1780 une station de poste sur la route Oufa-Orenbourg. À la fin du XIXe siècle, Meleouz est un important centre de commerce et d'artisanat de Bachkirie. Elle reçut le statut de commune urbaine en 1938 et celui de ville en 1958. Le parc national de Bachkirie se trouve à proximité.

## Population

### Démographie
Recensements (*) ou estimations de la population
| 1939* | 1959*  | 1970*  | 1979*  | 1989*  | 2002*  | 2010*  | 2012   |
| ----- | ------ | ------ | ------ | ------ | ------ | ------ | ------ |
| 9 057 | 17 772 | 24 851 | 38 409 | 53 448 | 62 949 | 61 390 | 60 532 |

| 2013   | 2014   | 2015   | 2016   | 2017   | 2018   | 2019   | 2020 |
| ------ | ------ | ------ | ------ | ------ | ------ | ------ | ---- |
| 60 475 | 59 994 | 59 446 | 59 064 | 58 536 | 58 004 | 57 248 | -    |

### Nationalités
D'après les résultats du recensement de 2010, la population de Meleouz comprenait 47,9 pour cent de Russes, 29,1 pour cent de Bachkirs, 15,8 pour cent de Tatars, 3,8 pour cent de Tchouvaches, 1,3 pour cent d'Ukrainiens.

## Économie
Les entreprises de Meleouz fabriquent du béton armé et des matériaux de construction, transforment le bois et les produits agricoles. Les principales entreprises sont :
- OAO Minoudobrenia (ОАО "Минудобрения") : engrais phosphatés, engrais azotés.
- OAO Meleouzovski sakharny zavod (ОАО "Мелеузовский сахарный завод") : sucre en poudre.
- ZAO Meleouzovski molotchno-konservny kombinat (ЗАО "Мелеузовский молочно-консервный комбинат") : lait, lait en poudre, beurre, mayonnaise.